# North American Soccer League 1969
Navigation
Édition précédente Édition suivante
La North American Soccer League 1969 est la deuxième édition de la North American Soccer League. Seules cinq des dix-sept équipes ayant participé à la première saison de la NASL, en 1968, s'inscrivent au championnat. Comme dans d'autres compétitions organisées en Amérique (LNH ou NBA), il n'y a ni promotion, ni relégation, un système de franchises est mis en place.
Ce sont les Spurs de Kansas City qui remporte cette édition en devançant le champion en titre les Chiefs d'Atlanta.

## Les 5 franchises participantes
| Chiefs d'Atlanta Bays de Baltimore Tornado de Dallas Spurs de Kansas City Stars de Saint-Louis |

Les franchises présentes lors de la première édition et qui ne participent pas à ce championnat sont : les Whips de Washington, les Generals de New York, les Beacons de Boston, les Stokers de Cleveland, les Mustangs de Chicago, les Falcons de Toronto, les Cougars de Detroit, les Stars de Houston, les Toros de San Diego, les Clippers d'Oakland, les Wolves de Los Angeles et les Royals de Vancouver. Mis à part les Clippers d'Oakland (en 1969), toutes ces franchises ont été dissoutes à la fin de la saison précédente.

## Format de la compétition
Cette édition se déroule sous la forme de championnat où chaque équipe affronte quatre fois chacune des autres équipes (2 fois à domicile et 2 fois à l'extérieur).
Le barème de points est le suivant :
- Victoire : 6 points
- Match nul : 3 points
- Défaite : 0 point
- Un point de bonus est accordé par but marqué dans la limite de 3 buts par match.

## Championnat

### Classement
| Rang | Équipe               | Pts | J  | G  | N | P  | Bp | Bc | Diff | Bon |
| ---- | -------------------- | --- | -- | -- | - | -- | -- | -- | ---- | --- |
| 1    | Spurs de Kansas City | 110 | 16 | 10 | 4 | 2  | 53 | 28 | +25  | 38  |
| 2    | Chiefs d'Atlanta T   | 109 | 16 | 11 | 3 | 2  | 46 | 20 | +26  | 34  |
| 3    | Tornado de Dallas    | 82  | 16 | 8  | 2 | 6  | 32 | 31 | +1   | 28  |
| 4    | Stars de Saint-Louis | 47  | 16 | 3  | 2 | 11 | 24 | 47 | -23  | 23  |
| 5    | Bays de Baltimore    | 42  | 16 | 2  | 1 | 13 | 27 | 56 | -29  | 27  |

- Vainqueur du championnat

T : Tenant du titre

### Résultats
Source : wildstat.com
| Résultats (▼dom., ►ext.)                                   | ATL | BAL | DAL | KC  | SL  | ATL | BAL | DAL | KC  | SL  |
| Chiefs d'Atlanta                                           |     | 4-2 | 1-2 | 1-1 | 1-0 |     | 4-2 | 1-0 | 1-1 | 5-2 |
| Bays de Baltimore                                          | 2-4 |     | 1-1 | 3-7 | 3-0 | 0-4 |     | 2-0 | 3-7 | 1-2 |
| Tornado de Dallas                                          | 3-1 | 2-0 |     | 2-5 | 2-2 | 1-5 | 6-2 |     | 3-2 | 2-1 |
| Spurs de Kansas City                                       | 2-3 | 6-2 | 2-1 |     | 3-3 | 1-1 | 2-0 | 3-2 |     | 5-0 |
| Stars de Saint-Louis                                       | 0-7 | 3-2 | 0-1 | 2-3 |     | 1-3 | 4-2 | 3-4 | 1-3 |     |
| - Victoire à domicile - Match nul - Victoire à l'extérieur |     |     |     |     |     |     |     |     |     |     |

## Récompenses individuelles
| Trophée                            | Joueur            | Club                 |
| ---------------------------------- | ----------------- | -------------------- |
| Meilleur joueur (saison régulière) | Cirilio Fernandez | Spurs de Kansas City |
| Meilleur buteur                    | Kaizer Motaung    | Chiefs d'Atlanta     |
| Meilleur rookie                    | Siegfried Stritzl | Bays de Baltimore    |
| Meilleur entraîneur                | János Bédl        | Spurs de Kansas City |